# Tony Robinson
Sir Anthony Robinson (Homerton, 15 de agosto de 1946) é um premiado  ator, comediante, escritor, dublador, narrador, apresentador e ativista político inglês. Ele participou da série Blackadder, da BBC, interpretando o personagem Baldrick. Robinson é membro do Partido Trabalhista e atuou em seu Comitê Executivo Nacional. Ele também escreveu 16 livros infantis e foi condecorado em homenagem aos aniversários de 2013 pelo serviço público e político.